# 里馬夫斯卡索博塔

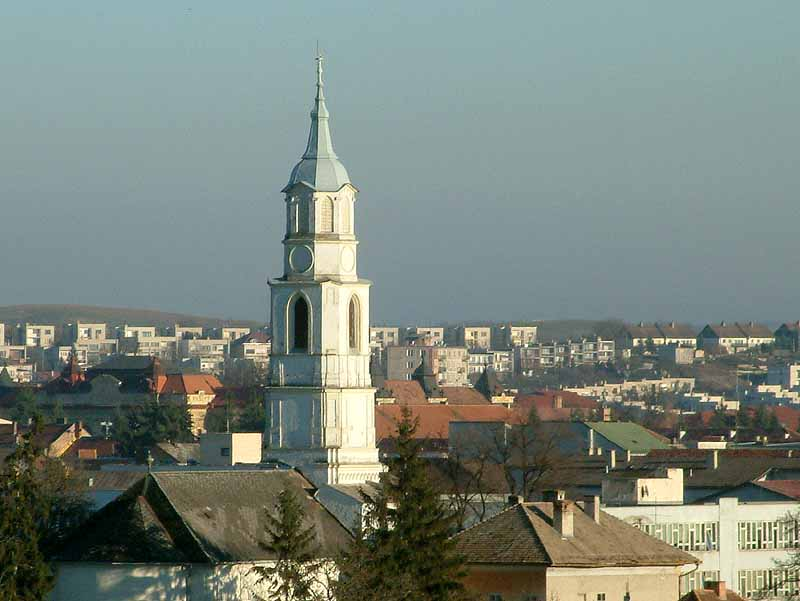
里馬夫斯卡索博塔

里馬夫斯卡索博塔（斯洛伐克語發音：[ˈɾimaʊ̯skaː ˈsɔbɔta] ⓘ）是斯洛伐克的城鎮，位於該國南部里馬瓦河畔，距離首都布拉迪斯拉發250公里，由班斯卡-比斯特里察州負責管轄，面積77.55平方公里，海拔高度208米，2006年人口24,374。

## 外部連結
- Official website （页面存档备份，存于）
- Webcamera and useful info （页面存档备份，存于） （斯洛伐克文）